# Чорний Ріг
Чорний Ріг — село в Україні, у Семенівській міській громаді Новгород-Сіверського району Чернігівської області. Населення становить 201 осіб. До 2017 орган місцевого самоврядування — Чорнорізька сільська рада.
Назва Чорний Ріг виникла через великий чорний ліс, який раніше ріс на місці села. Більшість населення — колишні переселенці з сусідніх сіл, особливо з Радомки, Жадова.

## Історія
12 червня 2020 року, відповідно до Розпорядження Кабінету Міністрів України № 730-р «Про визначення адміністративних центрів та затвердження територій територіальних громад Чернігівської області», увійшло до складу Семенівської міської громади.
19 липня 2020 року, в результаті адміністративно-територіальної реформи та ліквідації Семенівського району, село увійшло до Новгород-Сіверського району.

## Відомі люди
- Голуб Семен Тимофійович (нар. 1916 — † 1945) — Герой Радянського Союзу.[3]